# فؤاد الطاهر
فؤاد الطاهر (مواليد 17 أبريل 1965) لاعب شطرنج مصري، حائز على لقب أستاذ دولي ومحكم الاتحاد الدولي للشطرنج (2008). فاز ببطولة العرب للشطرنج عام 1992.

## مسيرة الشطرنج
من منتصف ثمانينيات القرن الماضي إلى منتصف العقد الأول من القرن الحادي والعشرين، كان فؤاد الطاهر أحد أبرز لاعبي الشطرنج في مصر. في عام 1990، شارك في بطولة العالم للشطرنج بين المناطق في مانيلا، حيث تقاسم المركزين 50 و59. وفي عام 1992، فاز ببطولة العرب للشطرنج في الدوحة.
شارك فؤاد الطاهر مرتين في بطولة العالم للشطرنج بنظام خروج المغلوب:
- في عام 2000 في نيودلهي حيث خسر في الجولة الأولى أمام أليكسي ألكسندروف.[6]
- في عام 2002 في موسكو حيث خسر في الجولة الأولى أمام كيريل جورجييف.[7]

لعب لمصر في دورة الألعاب الأفريقية (الشطرنج - رجال):
- في عام 1986، في أول مجلس احتياطي في أولمبياد الشطرنج السابع والعشرين في دبي (+1، =1، -3)،[8]
- في عام 1988، في مجلس الاحتياطي الثاني في أولمبياد الشطرنج الثامن والعشرين في سالونيك (+5، =3، -2)،
- في عام 1990، في المركز الثالث في أولمبياد الشطرنج التاسع والعشرين في نوفي ساد (+6، =5، -1)،
- في عام 1992، في أول مشاركة له في أولمبياد الشطرنج الثلاثين في مانيلا (+3، =5، -3)،
- في عام 1994، في أول مشاركة له في أولمبياد الشطرنج الحادي والثلاثين في موسكو (+4، =5، -1)،
- في عام 1996، في المركز الثالث في أولمبياد الشطرنج الثاني والثلاثين في يريفان (+6، =0، -3)،
- في عام 2000، في أول مشاركة له في أولمبياد الشطرنج الرابع والثلاثين في إسطنبول (+4، =4، -4)،
- في عام 2006، في المركز الثاني في أولمبياد الشطرنج السابع والثلاثين في تورينو (+3، =7، -0).

لعب لصالح مصر في أولمبياد الشطرنج:
في عام 1993، في المجلس الأول في بطولة أفريقيا الأولى للفرق في الشطرنج في القاهرة (+4، =2، -1) وحصل على الميدالية الفضية للفرق والميدالية الذهبية الفردية.
لعب لصالح مصر في بطولة أفريقيا للفرق للشطرنج:
- في عام 2003، في المركز الأول في دورة الألعاب الأفريقية الثامنة (الشطرنج - رجال) في أبوجا (+5، =1، -0) وفاز بالميداليات الذهبية الجماعية والفردية.[10]
- في عام 2007، في المركز الرابع في دورة الألعاب الأفريقية التاسعة (الشطرنج - رجال) في الجزائر (+5، =2، -2) وفاز بالميدالية الذهبية الجماعية.

## روابط خارجية
- فؤاد الطاهر على موقع الاتحاد الدولي للشطرنج (الإنجليزية)
- فؤاد الطاهر على موقع مباريات الشطرنج (الإنجليزية)
- فؤاد الطاهر على موقع 365Chess.com (الإنجليزية)
- فؤاد الطاهر على موقع Chesstempo.com (الإنجليزية)
- فؤاد الطاهر سجل أولمبياد الشطرنج على موقع OlimpBase.org (الإنجليزية)